# Johann Philipp Anton von und zu Frankenstein
Johann Philipp Anton von und zu Frankenstein (né le 27 mars 1695 à Forchheim, mort le 3 juin 1753 à Bamberg) est prince-évêque de Bamberg de 1746 à sa mort.

## Biographie
Johann Philipp Anton, issue de la maison de Franckenstein, est un fils du haut fonctionnaire Johannes Freiherr von und zu Frankenstein et son épouse Maria Margareta von Eyb (de).
Les princes-évêques Johann Karl von und zu Franckenstein (de) (Worms), Johann Martin von Eyb (Eichstätt) et Marquard Sebastian Schenk von Stauffenberg (Bamberg) sont ses grands-oncles.
En 1711, il va au Collegium Germanicum à Rome, fait de grands voyages d'études et est en 1719 capitulaire de la cathédrale de Bamberg, bientôt aussi chanoine à Wurtzbourg et Mayence. Le 22 septembre 1736, Johann Philipp Anton von Frankenstein est ordonné prêtre par Mgr Frédéric-Charles de Schönborn-Buchheim, il célèbre sa Messe de prémices le 30 octobre à Ullstadt. Il participe en 1742 au couronnement de l'empereur Charles VII dans la cathédrale de Francfort en 1742, où, vêtu d'une dalmatique, il porte la croix de l'archevêque couronnant. En 1743, Frankenstein fut vicaire général dans l'archevêché de Mayence.
Le 26 septembre 1746, il est élu évêque de Bamberg, il reçoit son ordination épiscopale le 23 mars 1749 par l'évêque auxiliaire de Bamberg, Heinrich Joseph von Nitschke.
En 1748, Johann Philipp Anton von Frankenstein nomme Ferdinand Tietz sculpteur de sa cour. Il fait venir le peintre Joseph Ignaz Appiani à Bamberg et lui commandé une grande fresque au plafond de la salle blanche de château de Seehof. Il soutient le compositeur Johann Jakob Schnell (de), qui lui dédie une de ses œuvres les plus connues.
Frankenstein est enterré dans la cathédrale de Bamberg ; son tombeau est depuis 1838 dans l'église Saint-Michel (de).